# Varennes-sur-Amance
Varennes-sur-Amance är en kommun i departementet Haute-Marne i regionen Grand Est (tidigare regionen Champagne-Ardenne) i nordöstra Frankrike. Kommunen ligger i kantonen Chalindrey som ligger i arrondissementet Langres. År 2017 hade Varennes-sur-Amance 269 invånare.
Åren 1972–2012 var Varennes-sur-Amance en del av kommunen Terre-Natale.